# Kastelruth
Kastelruth (tyskt uttal: [ˌkastl̩ˈruːt], italienska: Castelrotto [kaˌstɛlˈrotto]; ladinska: Ciastel) är en ort och kommun i provinsen Sydtyrolen i regionen Trentino-Sydtyrolen i norra Italien. Den är belägen cirka 20 kilometer nordost om Bolzano. Kommunen har 7 019 invånare (2024), på en yta av 117,95 km². Enligt 2024 års folkräkning talar 78,47 % av befolkningen tyska, 15,81 % ladinska och 5,72 % italienska som modersmål.

## Orter
Orter (località) i kommunen Kastelruth med fler än 20 invånare (inom parentes invånarantal 2021):

- Compatsch/Bellavista (77)
- Pufels/Bulla/Bula (135)
- Kastelruth/Castelrotto (1 773)
- Überwasser/Oltretorrente/Sureghes (409)
- Passua (344)
- Seis/Siusi (1 670)
- Guggenoi-Digon (150)
- St. Michael/San Michele/San Michiel (64)
- Tagusens/Tagusa (40)
- Telfen-Lanzin (134)
- Tiosels (55)
- Tisens/Tisana (72)